# Кремер, Вернер (унтер-офицер СС)
Вернер Кремер (нем. Werner Krämer; 5 ноября 1913, Эйзенах, Германская империя — 18 марта 1981, Ханау, ФРГ) — гауптшарфюрер СС и блокфюрер в концлагере Заксенхаузен.

## Биография
Вернер Кремер родился 5 ноября 1913 года в семье музыканта Августа Кремера. До 1929 года посещал народную школу. Впоследствии начал учиться на печатника в типографии газеты Eisenacher Zeitung, а с начала 1932 года продолжил работать в Mitteldeutsche Zeitung в Эрфурте. После сдачи экзамена на звание подмастерья с 1933 года был помощником печатника, однако потом из-за отсутствия работы был уволен. 
С апреля 1933 года состоял в Штурмовых отрядах (СА). В ноябре 1934 года добровольно поступил в рейхсвер и два месяца проходил военную службу. Кремер недолгое время работал подсобным рабочим в сфере промышленности. С июня 1936 года служил в охране концлагеря Лихтенбург в Преттине. 9 июля 1936 года присоединился к штандарту СС «Эльба». 1 мая 1937 года вступил в НСДАП (билет № 4293150). В августе 1937 года нес караульную службу в бюро гауляйтера Фрица Заукеля в Веймаре. В мае 1938 года был переведён в штандарт СС «Бранденбург» в Ораниенбурге. Там же состоял в охране концлагеря Заксенхаузен. В 1939 года был принят в комендатуру Заксенхаузена, где стал блокфюрером и начальником трудовой службы. Осенью 1941 года участвовал в массовом убийстве советских военнопленных. В конце 1943 года был переведён в концлагерь Герцогенбуш в Нидерландах. После расформирования лагеря Кремер был отправлен на Восточный фронт.
После окончания войны попал в Тироле в американский плен, где получил огнестрельное ранение. Власти США передали Кремера французским войскам. До 4 мая 1948 года находился в лагерях для интернированных в Осоне и Альтшвайере. После освобождения поселился в Гессене и работал в сельском хозяйстве. В начале 1950-х годов вновь устроился работать печатником. В 1964 году был помещён в следственный изолятор. В октябре 1964 года в земельном суде Кёльна начался второй судебный процесс по делу о преступлениях в концлагере Заксенхаузен, где ему было предъявлено обвинение в участии в массовом убийстве советских военнопленных. 28 мая 1965 года был приговорён за пособничество в убийстве к одному году и 8 месяцам заключения.